# بانک ترایودوس
بانک ترایودوس (انگلیسی: Triodos Bank) شرکت خدمات مالی و بانکداری هلندی است، که در سال ۱۹۸۰ تأسیس شد.